# Кисар (язык)
Кисарский язык (индон. bahasa Kisar, англ. Kisar language) входит в языковую семью австронезийские языки, в подгруппу малайско-полинезийские языки, в подсемью центрально-малайско-полинезийские языки.
Распространён в более 20 деревнях на острове Кисар, в 19 деревнях на северо-востоке острова Тимор, в деревнях Амау, Ликаграха, Науматан, Хиай и Хила на близлежащих островах Ветар и Романг, Молуккские острова, также в городах Амбон, Дили, Купанг в Индонезии. Общее число говорящих на кисарском языке — 20 000 (на 1995 год).